# Giuliano de' Medici (1479-1516)
Giuliano di Lorenzo de' Medici (n. 12 martie 1479, Florența, Republica Florentină – d. 17 martie 1516, Florența, Republica Florentină) a fost un nobil italian, al treilea fiul al lui Lorenzo de' Medici.

## Biografie
Născut în Florența, a fost fratele lui Piero și Giovanni de' Medici.
Fratele său mai mare, Piero, a fost pentru scurt timp conducătorul Florenței după moartea tatălui său, până când aceștia au fost expulzați din Florența în 1494.
Giuliano s-a mutat la Veneția. Familia Medici a fost restaurata la putere după Liga Sfântă condusă de forțele franzece care au sprijinit republicanii Florenței din Italia. Giuliano a condus Florența între anii 1512 și 1516.
S-a căsătorit cu Filiberta (1498 - 1524), fiica lui Filip al II-lea, Duce de Savoia, la 22 februarie 1515. Regele Francisc I al Franței (nepotul Filibertei) l-a investit cu titlul de Duce de Nemours. Francezii se îngrijeau să-l urce pe tronul din Napoli atunci când Giuliano ma murit prematur. A fost urmat la conducere de către nepotul său, Lorenzo.
Giuliano a lăsat un singur copil nelegitim, Ippolito de' Medici, care a devenit Cardinal.